# ماريان أكرمان
ماريان أكرمان (بالإنجليزية: Marianne Ackerman) (و. 1952  م) هي روائية، وصحافية، وكاتِبة، وكاتبة مسرحية  كندية، ولدت في بيلفيل، أونتاريو.

## التعليم
تعلمت في جامعة تورنتو، وتعلمت في جامعة باريس، وتعلمت في جامعة كارلتون
.